# Maryvonne Collot
Pour les articles homonymes, voir Collot.
Maryvonne Collot est une artiste peintre et professeur en arts plastiques belge, née à Orgeo (province du Luxembourg) le 19 mars 1951.

## Biographie
Maryvonne Collot obtient d’abord un régendat en arts plastiques en 1971.
Elle suit ensuite les cours de Jo Delahaut et Roger Dudant à La Cambre (Bruxelles) et décroche un diplôme de capacité en Peinture monumentale (Atelier de Peinure et recherche tridimensionnelles) en 1977.
Elle complète sa formation par une maîtrise en peinture monumentale à La Cambre à Bruxelles en 1980.
Dès 1978 elle participe à des expositions collectives. Elle organise sa première exposition personnelle en 1982.
Dans les années 1970 et 1980, elle participe au groupe Signes & : écritures avec Arthur Aeschbacher, Mahjoub Ben Bella, Philippe Boutibonnes, Pierre Cordier, Eddy Devolder, et autres qui présentera une exposition en 1984.
Depuis, elle mène de front son travail artistique et sa carrière d’enseignante.

## Œuvre
On peut distinguer trois périodes dans l’œuvre de Maryvonne Collot.
Ses premières œuvres relèvent d’un hyper réalisme attestant d’une maîtrise de l’observation et de la reproduction des détails. Elle reproduit dans les années 1980 de minutieux trompe-l'œil de documents anciens, avec leurs pliures et leurs inscriptions manuscrites, parfois barrées, rehaussées ou accompagnées d’un élément contrastant inattendu – de la ficelle, du papier collant – qui renforce l’illusion par le côté improbable de sa présence.

« Déjouant les chausse-trapes du réalisme – cette persistante obstination à ne montrer que des raisons de voir – elle se porte aux lisières de l’apparence, là où, par exemple, l’objet est une lettre au texte devenu illisible, là où croissent les accidents du papier, où les copeaux du temps brunissent l’écriture »

— Joseph Noiret, Signes & : Écritures, Bruxelles, Centre d’Art contemporain, 1984, p. 42-44.
Au début des années 2000, Maryvonne Collot crée des compositions abstraites à partir de taches à l’encre de Chine retravaillées et parfois rehaussées de couleur, qui suggèrent, à la manière d’un test de Rorschach, des oiseaux, des paysages, des écritures - à la façon de Christian Dotremont -, des spectres ou tout autre créature préhistorique. L’abstraction des œuvres de cette période contraste avec leurs titres qui rappellent la victoire poétique sur la contingence du quotidien.
La récupération de quelques liasses de documents et de livres anciens est l’occasion de l’entrée en scène du support et des matières, pliés, déchirés, collés, chiffonnés qui deviennent le prétexte, le cadre et le support de rehauts de peinture ou d’encre de Chine qui répondent, complètent, étendent les caractères typographiés et les écritures manuscrites. Ces « étonnants dialogues spatiaux » tiennent tant à leur composition qu’à leurs matérialités, leurs épaisseurs.

« De vieux documents juridiques s'opposent aux balafres d'encre et d'aquarelle. La loi est transgressée par les envols gestuels, lyriques, aux bouillonnements d'éclaboussures. Au jeu des déchirures, des superpositions, l'écriture inventée biffe les textes compassés. Il y a ici une antinomie fertile qui fleurit, une lecture double qui s'impose. (…) En blanc, en sépia, les graphies éclatées, parfois transparentes, piratent la littérature indigeste du code. »

— Jo Dustin, Le Soir, 28 avril 1998.

## Expositions

### Expositions personnelles
- Le miroir aux écritures, aquarelles, Salon d'art (Bruxelles), 29 mars-22 mai 1982. Catalogue, avec textes de Joseph Noiret.
- Maryvonne Collot : papier, aquarelle, dessin et Camille Marie Majerus : céramiste, Vieux moulin (Marneffe), 1983[5].
- Les chantiers de l'éphémère, Salon d'Art (Bruxelles), 12 mars-19 mai 1984. Catalogue, avec textes de Joseph Noiret[6].
- Mais qui chante ?, Le Salon d’art (Bruxelles), 1987. Catalogue : Joseph Noiret, Mais qui chante, Bruxelles, Salon d'art, 28 septembre 1987, ill. de Maryvonne Collot, tiré à 50 exemplaires signés par les auteurs[7].
- Maryvonne Collot : techniques mixtes, Espace entrée libre (Etterbeek), 18 mars - 20 avril 1994.
- Audience publique, galerie ABC (Bruxelles), 1998[8].
- Galerie 2016 et Mira (Bruxelles), 2 février-30 mars 2003, avec Serge Vandercam[9].
- Maryvonne Collot, Centre d'art contemporain du Luxembourg belge (Chiny), 8-29 août 2004[10].

### Expositions collectives
- Prix Toetenel, Hôtel de ville de Koekelberg, 1976.
- La Cambre au Palais des Beaux-Arts (Bruxelles), 1976.
- Dessin, gouache, aquarelle, Val Dieu, 1977.
- Réalisme et empreinte, International art gallery, Lasne-Chapelle-Saint-Lambert, 1978.
- Hyper+réalistes belge, Libramont, Arlon, Liège, Tournai, Luxembourg, 1978.
- Lasne vu par…, International art gallery, Lasne-Chapelle-Saint-Lambert, 1978.
- Exposition d’été, International art gallery, Lasne-Chapelle-Saint-Lambert, 1979.
- La Cambre a 50 ans, Musée d'Ixelles, 1979.
- Les acquisitions du Ministère de la Culture, Palais des Beaux-arts de Bruxelles, 1979.
- Femmes peintres, Palais des Beaux-Arts de Charleroi, 1980.
- Les lauréats du prix Toetenel, Bedford art gallery (Bruxelles), 1980.
- 150 œuvres d’artistes de la province du Luxembourg, 1981[11].
- L’autre jeune peinture, Gare de Bruxelles-Central, 1981.
- Jeunes peintres du Luxembourg et de l’agglomération bruxelloise, abbaye de Dieleghem (Jette), 1981.
- Travaux d’artistes luxembourgeois, Arlon et al., 1982.
- Art et Papier, Théâtre national (Bruxelles), Maison de la Culture (Namur), 1983[12]
- Transparences – Lumières, Le Botanique (Bruxelles), 1984[13].
- Signes & : Écritures, Centre d’Art contemporain (Bruxelles), 29 novembre – 29 décembre 1984. Catalogue.
- Prix des jeunes artistes de La Médiatine, château Malou (Bruxelles), 1985.
- Tricentenaire Bach, Tourinnes-la-Grosse, 1985.
- Le salut aux couleurs, Le Salon d’Art (Bruxelles), 1986.
- Sur les traces de ma jolie, écuries de la Maison Haute (Watermael-Boitsfort), 1986.
- Fragments de l’art belge contemporain, galerie Éphémère (Montigny-le-Tilleul), 1986.
- 50 dessins, 50 artistes, Maison de la culture (Namur), 1986.
- Amnesty international : Art actuel, Université libre de Bruxelles, salle Allende, 1987.
- L’œil au bout des doigts, acquisitions du Ministère de la Communauté française, Maison de la Culture de Tournai, Redu, Arlon, Musée d’art et d’histoire de Neuchâtel, 1989
- Dix ans d’acquisition du ministère de la Communauté française, 1978-1988, Institut supérieur pour l’étude du langage plastique (Bruxelles), Redu, 1990.
- Papiers, galerie Montjoie (Bruxelles), 1991.
- Fin d’année 1996, galerie ABC (Bruxelles), 1996.
- Fin d’année 1997, galerie ABC (Bruxelles), 1997.
- Traces, galerie Juvénal (Huy), 6-21 décembre 2003[14].
- 12e biennale internationale « Petit format de papier », Nismes, 10 septembre–10 octobre 2004. Catalogue.

## Œuvres

### Collections publiques
Ministère de la Communauté française de Belgique
- Les augures et les traces, aquarelle et mine de plomb sur papier, 1982, 30 × 24,5 cm, signé et daté en bas à droite M. Collot 82 (notice n° 15.931)
- Je trouverai la nuit, aquarelle, encre et crayon sur papier, 1982, signé et daté en haut à gauche M. Collot 82 (notice n° 16.578)
- Simultané ou Le temps vertical, 1981, crayon et aquarelle sur papier, 2 tableaux de 25 × 25 cm et 90 × 90 cm, le premier daté et signé M. Collot 82 (notice n° 15.765)
- Je traverserai la nuit, 1984
- La belle messagère, aquarelle et mine de plomb sur papier, 1984, signé et daté en bas à droite, 30 × 24 cm (notice n° 15.930)
- Le Murmure, aquarelle sur papier, signé et daté en bas à gauche, 1984, 35 × 35 cm (BALaT)
- Outre raison, 1984 (notice n° 16.580)
- Navigateurs d'autre raison, 1985, aquarelle sur papier, signé, daté et titré en bas à gauche, M. Collot 85, 50 × 70 cm (notice n° 16.579)
- Parsifal, aquarelle sur papier, signé et daté en bas à droite, 1987, 70 × 48 cm (notice n° 17.713 ; BALaT).
- Papier sur papier, lavis et mine de plomb sur papier, non daté (vers 1988), 25 × 25 cm, signé en bas à droite M. Collot (notice 15.764)
- Conversation n° 2, technique mixte sur papier, 2001, 10 × 15 cm (Musée du Petit format, notice n° MPF0402)[16]

Banque nationale de Belgique
- Le partage du temps, aquarelle, 1983, 36 × 46 cm (A001166)
- Transparence I, crayon et aquarelle, 1985 (A001164)
- Transparence II, crayon et aquarelle, 1985 (A001165)

Chambre des représentants (Belgique)
- Le temps vertical, aquarelle sur papier, 69 × 53 cm, acquise en 1984 (invent. n° 001511). Encore exposée à la Maison des parlementaires (rue de Louvain 21, 1000 Bruxelles) en 2023.

Centre d’Art Contemporain du Luxembourg belge
- Sans titre, voir en ligne.

### Autres œuvres
Liste reconstituée à partir des catalogues de vente et d’exposition et des articles de presse.
1984
- Capodimonte 82
- Conte à autrefois
- Demain, le secret
- En cet endroit secret
- La demoiselle de Bolsena I, II et III
- La mémoire du sable
- Le lien interrompu
- Le lieu du sens
- Le ruisseau s’efface
- L’éphémère en miroir, aquarelle, 70 × 50 cm, 1984.
- Les nuits contradictoires I et II
- Les temps incertains
- Les travées du temps
- Lettre à Augusta
- Paysages
- Sous la main endormis

1987
- Bach : six concerts dédiés, 1987 - dont il a été tiré 30 exemplaires sur papiers, numérotés et signés par l'artiste.

1996
- Afin d’assigner extraordinairement, 18 × 27 cm, 1996
- Vol serein, 1996, daté signé en bas à droite.

1997
- Ainsi que ces lieux, 1997, daté et signé en bas à droite

1998
- Mandat de dépôt, 1998

2000
- Helix volans, 2000, 20 × 14 cm
- Hemignathus lucidus, 2000, 20 × 14 cm
- Migratorius, 2000, 20 × 14 cm
- Rupicola rupicola, 2000, 20 × 14 cm

2001
- Felix Rex, 2001, 20 × 14 cm
- Série Conversation n° 1 à 5, 2001, 10 × 15 cm
- Danse, 2001, 30 × 20 cm
- La belle Ciconia, 2001, 20 × 14 cm
- Menura novae-hollandiae, 2001, 23 × 17 cm
- Paradisea et Pterideophora, 2001, 23 × 17 cm
- Oiseau-satin, 2001, 20 × 14 cm
- Psittacosaurus, 2001, 18 × 28 cm
- Psittirostra psittacea, 2001, 20 × 14 cm
- Unicornis, 2001, 20 × 14 cm
- Tarsius spectrum, 2001, 20 × 14 cm
- Série À la nuit, n° 1 à 4, 2001-2002, 10 × 15 cm
- Acte de voyage, 2001, 27 × 18 cm
- Série Apparences, n° 1 à 4, 2001, 25 × 18 cm
- Archaeopteryx lithographica, 2001, 14 × 20 cm
- Série Au matin, n° 1 à 4, 2001, 10 × 15 cm
- Carnarasaurus, 2001, 23 × 17 cm
- Chlamydosaurus, 2001, 20 × 14 cm

2002
- Archéornithes, 2002, 14 × 20 cm
- Ardea cinerea, 2002, 23 × 17 cm
- Ardea felix, 2002, 30 × 20 cm
- Aye-aye et Sylvia, 2002, 20 × 14 cm
- Chloridops fugans, 2002, 28 × 18 cm
- Cothurnix, 2002, 20 × 14 cm
- Dinornis furionis, 2002, 17 × 23 cm
- Diphyllodes magnifucus, 2002, 23 × 17 cm
- Felix cadens, 2002, 23 × 17 cm
- Ichthyornis, 2002, 28 × 18 cm
- Felix quod, 2002, 20 × 14 cm
- Gallicolumba coriacea, 2002, 20 × 14 cm
- Grus, 2002, 28 × 18 cm
- Parade, 2002, 16 × 21 cm
- Pedetes cafer bleu, 2002, 23 × 17 cm
- Pteranodon, 2002, 23 × 17 cm
- Soui-Manga, 2002, 20 × 14 cm
- Riparia riparia, 2002, 28 × 18 cm
- Theropode, 2002, 29 × 18 cm

2004
- Acte servant de réponse, 2004, 28 × 19 cm
- Changement d'associés, 2004, 26 × 18 cm
- Cabinet du ministre, 2004, 14 × 10,5 cm
- Dinornis furionis, 2004, 17 × 23 cm
- Dressé en conformité, 2004, 27 × 18 cm
- En cas d'accidents imprévus, 2004, 20 × 29 cm
- En cas de folle surenchère, 2004, 28 × 19 cm
- En foi de quoi, 2004, 75 × 55 cm
- Fait à Péruweltz, 2004, 26 × 18 cm
- Lieu de résidence actuelle, 2004, 19 × 28 cm
- Malgré l'avertissement ordinaire, 2004, 18 × 28 cm
- Nom, prénom, qualité, demeure…, 2004, 75 × 55 cm
- Relations extérieurs, 2004, 14 × 10,5 cm
- Sans témoin, 2004, 28 × 18 cm
- Pareille donation, 2004, 24 × 16 cm
- Taxé à 50 centimes, 2004, 27 × 18 cm
- Voyant que le susnommé, 2004, 41 × 29,5 cm
- Série Fragments, n° 1 à 15, 2003-2004, 11 × 13 cm, dont Fragments 14 George Sand, 2004, 11 × 13 cm

## Illustrations
- Christian Dotremont, Isabelle[17], La Pierre d'Alun, 1985, 124 p., ill. de Pierre Alechinsky, Serge Vandercam, Pol Bury, Carl-Henning Pedersen, Jacques Doucet et al., cul-de-lampe de Maryvonne Collot, « d'après un objet populaire danois ayant appartenu à Christian Dotremont ».

## Récompenses
- Prix Toetenel, 1976.
- Mention au Prix du Ministère de la culture, 1977.
- Prix des femmes peintres de la Communauté française de Belgique, 1980.
- Prix des jeunes artistes de La Médiatine, mention, 1985.